# Ryszard Kalisz

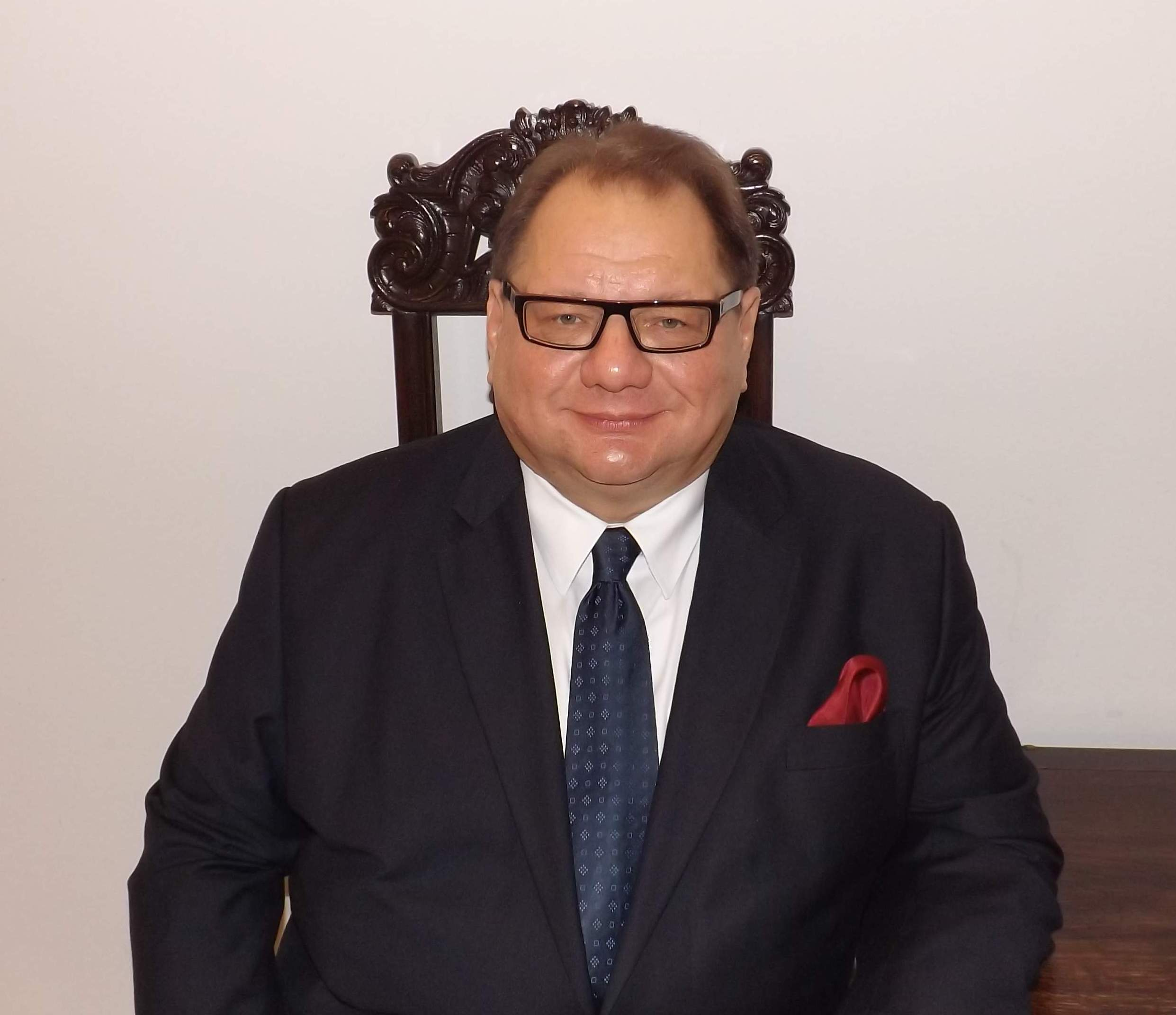
Ryszard Kalisz (2013)

Ryszard Roman Kalisz (* 26. Februar 1957 in Warschau) ist ein polnischer Politiker, Rechtsanwalt, Abgeordneter des Sejm der IV., V., VI und VII. Wahlperiode, ehemaliger Minister für Inneres und Verwaltung. Seit 2024 ist er Mitglied der staatlichen Wahlkommission (PKW).

## Lebenslauf
1978 trat er der Polska Zjednoczona Partia Robotnicza (PZPR) bei. Bereits vorher war er im SZSP, dem Studentenbund der Partei, aktiv und stellv. Vorsitzender der Revisionskommission. 1980 machte er einen Abschluss an der Fakultät für Rechts- und Verwaltungswissenschaft an der Universität Warschau. Er absolvierte von 1981 bis 1983 das Richter-Referendariat und darauf das Referendariat für Rechtsanwälte (1984 bis 1987). Seit 1987 praktiziert er als Rechtsanwalt.
Von 1993 bis 1996 war er stellvertretender Vorsitzender des Staatstribunals, danach Vertreter des Präsidenten in der Verfassungskommission der Nationalversammlung. In den Jahren 1997 bis 2000 war er Staatssekretär in der Präsidentschaftskanzlei, von 1998 bis 2000 war er geschäftsführender Leiter der Präsidentschaftskanzlei. Im Jahr 2000 leitete er die Wahlkampagne zur Wiederwahl von Aleksander Kwaśniewski zum Präsidenten. Von 2000 bis 2005 saß er auch im Nationalen Sicherheitsrat.
1999 gehörte er zu den Gründungsmitgliedern des Sojusz Lewicy Demokratycznej (Bund der Demokratischen Linken – SLD) und wurde in dessen Landesvorstand gewählt. Im Jahr 2001 errang er zum ersten Mal ein Abgeordnetenmandat im Sejm für den Wahlkreis Warschau. Er übte die Funktion des Vorsitzenden der Gesetzgebungskommission aus und leitete auch die Polnisch-Deutsche Parlamentariergruppe. Er war darüber hinaus für kurze Zeit Mitglied des Untersuchungsausschusses zur Rywin-Affäre (er wurde durch Anita Błochowiak ersetzt).
Im Mai 2004 wurde er zum Minister für Inneres und Verwaltung in der Regierung Marek Belka ernannt.
Er war Mitglied des Wahlkomitees von Włodzimierz Cimoszewicz in den Präsidentschaftswahlen 2005. In den Parlamentswahlen 2005 wurde er erneut für den SLD in den Sejm gewählt (dabei erzielte er die größte Stimmenzahl aller SLD Abgeordneten).
In den Parlamentswahlen 2007 wurde er für den Wahlkreis Warschau von der Koalitionsliste der Lewica i Demokraci (Linke und Demokraten – LiD) mit 37.623 Stimmen zum dritten Mal Abgeordneter. Am 11. Januar 2008 wurde er zum Vorsitzenden des Untersuchungsausschusses zur Aufklärung der Umstände des Todes von Barbara Blida gewählt. Darüber hinaus ist er Vorsitzender der Sejm-Kommission für Justiz und Menschenrechte.
Am 22. April 2008 wurde er Mitglied der Fraktion Lewica. Seit Ende 2012 engagierte er sich in der Initiative Europa Plus. Am 8. April 2013 wurde er aus diesem Grund vom SLD wegen Beteiligung an der Aufstellung einer konkurrierenden Wahlliste ausgeschlossen. Er erwog die Teilnahme an den Präsidentschaftswahlen 2015, verzichtete jedoch im Februar auf eine Teilnahme.
In der staatlichen Wahlkommission (Państwowa komisja wyborcza, PKW) galt er bei der Aufarbeitung der Regierungszeit von Zjednoczona Prawica als Gegenspieler des radikaleren Roman Giertych, der einen diesbezüglichen KO-Fraktionsausschuss leitet. Allerdings sprach er sich an der Jahreswende 2024/25 dafür aus, der Partei PiS Tranchen aus der Parteienfinanzierung vorzuenthalten, nachdem die PKW nach mehreren Abstimmungen schließlich doch für die Annahme eines Rechenschaftsberichts der Partei votiert hatte.
Kalisz vertrat den Europaabgeordneten Michał Dworczyk, der Andrzej Duda nahesteht, im Prozess um eine E-Mail-Affäre. Er ist Verteidiger von Paweł Czarnecki, dem Hauptverdächtigen von Collegium Humanum. Als aktiver Politiker und Mitglied der PKW stand Kalisz wegen der Übernahme von politiknahen Anwaltsmandaten in der Kritik; Dworczyk entschied sich im Dezember 2024 für einen anderen Anwalt, möglicherweise auch auf Druck seiner Partei. Kalisz war seit 2001 Mitglied des Kuratoriums der Deutsch-Polnischen Juristen-Vereinigung.

## Privates
Er ist in zweiter Ehe verheiratet und hat zwei Söhne.